# Alchemilla vetteri
Alchemilla vetteri är en rosväxtart som beskrevs av Robert Buser. Alchemilla vetteri ingår i släktet daggkåpor, och familjen rosväxter. Inga underarter finns listade i Catalogue of Life.